# NGC 7376
NGC 7376 (другие обозначения — PGC 69715, ZWG 379.6, KUG 2244+033) — галактика в созвездии Пегас.
Этот объект входит в число перечисленных в оригинальной редакции «Нового общего каталога».